# Дэвис, Стивен (учёный)
Стивен Ховард Дэвис (англ. Stephen Howard Davis; 7 сентября 1939 — 12 ноября 2021) — американский математик-прикладник, и механик, профессор Северо-Западного университета, член Национальной академии наук и Национальной инженерной академии.

## Карьера
Дэвис получил докторскую степень в Политехническом институте Ренсселера в 1964 году. Математик-исследователь в RAND Corporation с 1964 по 1966 год, лектор прикладной математики в Имперском колледже Лондона в 1966—1968 годах. Также работал профессором механики в Университете Джонса Хопкинса в 1968—1978 годах и профессором Северо-Западного университета с 1979 по 2019 год.

## Исследовательская работа
Исследовательские интересы Дэвиса включали теоретическую гидромеханику, гидродинамическую устойчивость и межфазные явления, материаловедение, тонкие плёнки и рост кристаллов, а также асимптотические и вариационные методы.
В гидромеханике Дэвис впервые изучил неустойчивость зависящих от времени течений, включая а также впервые выявил и изучил динамическую нестабильность, вызванную изменениями поверхностного натяжения вдоль границ раздела. Он дал первую нелинейную теорию разрыва плёнки из-за неустойчивостей, вызванных притяжением Ван-дер-Ваальса, и нашёл связь испарения и нестабильности тонкой плёнки. В его широко цитируемой обзорной статье изложена длинноволновая асимптотическая теория которая может применяться  для анализа тонких плёнок, растекания капель и микро- нано- течений.
В материаловедении Дэвис был пионером в изучении взаимодействия жидкости и затвердевания, показав, как затвердевание может изменить режимы конвекции. Он описал метод затвердевания металлической пены, позволяющий получить пористое твёрдое тело с однородной проницаемостью.

## Публикации
- Alexander Oron, Stephen H. Davis, and S. George Bankoff. Long-scale evolution of thin liquid films. — 1997. — Т. 69, вып. 3. — С. 931—980. — doi:10.1103/RevModPhys.69.931.
- Stephen H. Davis. The Theory of Solidification (англ.). — New York: Cambridge University Press, 2001. — P. 385.

## Премии и награды
- 1994 – член Национальной инженерной академии[8].
- 2004 – член Национальной академии наук[9].
- 2017 – член Европейской академии[10].